# Colin Sell

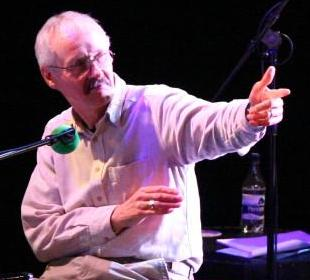
Colin Sell

Colin Sell (* 1. Dezember 1948) ist ein britischer Pianist, der in den Radioshows Whose Line Is It Anyway? und I’m Sorry I Haven’t a Clue aufgetreten ist und noch auftritt. Er wurde durch seine jahrelange Mitarbeit bei der letztgenannten Show berühmt, wo er regelmäßig zum Ziel des Spotts von Gastgeber Humphrey Lyttelton wurde und wird. Er ist der Vorsitzende der Musikfakultät der East 15 Acting School, Essex.
Einer seiner frühen Auftritte war in den frühen 1970ern mit der Truppe des Yvonne Arnaud Theatre, die für Schüler spielte, und in der auch so bekannte Personen wie Elizabeth Estensen und Clive Hornby auftraten. Beide sind langjährige Mitspieler bei Emmerdale. Einer der Songs, die Colin für die Truppe schrieb, enthielt die unvergesslichen Zeilen: „I’m Flora McDribble, I live in the middle, Of bonnie Scotland - Och Aye the Noo!“
Colin Sell begleitete auch Barry Cryer und Willie Rushton in ihrer Bühnenshow Two Old Farts in the Night (deutsch „Zwei alte Fürze in der Nacht“).  Nach der Pause spielte und sang Colin das Solo We are the boys in the band (deutsch „Wir sind die Jungs in der Band“).